# اسکات هیکس
اسکات هیکس (انگلیسی: Scott Hicks؛ زادهٔ ۴ مارس ۱۹۵۳) یک کارگردان اهل استرالیا است. وی از سال ۱۹۷۴ میلادی تاکنون مشغول فعالیت بوده‌است.
وی کارگردان فیلم‌هایی همچون خوش شانس، بدون رزرو و درخشش بوده است

## جوایز و افتخارات
- کاندیدای بفتای بهترین کارگردانی برای فیلم درخشش در سال ۱۹۹۶